# 张汉藩
张汉藩（1876年12月30日—1928年5月1日），字泽崐。湖南省长沙县东乡白米山人，中国共产党早期人物。

## 生平
张汉藩幼年丧父，只得随母亲乞讨，9岁过继给叔父，1911年到长沙一家裁缝店学做缝纫。1915年，定居于长沙外湘春街，并开设德成衣店以维持家计。他自幼饱受贫困，为求出路曾加入中华基督教圣教会下长老会，后发起并领导缝纫工人开展阶级运动。。1921年冬，正在开展工人阶级运动的张汉藩结识了毛泽东、郭亮等共产党人，常去船山学社、修业学校等处参加学习。在毛泽东的直接指导下，1922年6月和10月，张汉藩等人领导长沙成衣店工人和褂衣店工人针对劳工权益保护的罢工并获得部分方面的胜利。同年9月，张汉藩领导长沙缝纫工人推翻原有的缝纫业行会——轩辕公会，并成立新的缝纫工会，张汉藩当选为工会委员长。
1922年11月，张汉藩经毛泽东介绍，加入中国共产党，成为湖南早期的工人党员之一。第二年长沙六一惨案发生后，由于国民政府当局通缉时任省工团联合会总干事的郭亮，张汉藩代理担任省工团联合会总干事，并负责“湖南外交后援会”的工作。1925年5月，受中共中央派遣，前往广州出席全国第二次劳动大会。青沪渗案发生后张汉藩等人马上组织了湖南雪耻会，张汉藩被选为执行委员。。随后了参加10月间湖南人民收回大金码头和12月间反对“关税会议”的运动。1926年担任担任中共长沙市委工人部部长；被增选为中共湖南区委委员；不久后又被增选为湖南省总工会执行委员；同时担任国民党湖南省党部候补委员。
马日事变后，1928年3月，张汉藩受党组织的派遣，前往岳阳与中共湘鄂赣边特委联系工作。由于遭人举报，特委机关遭到破坏，特委书记郭亮被押往长沙，形势骤变，他只得再回武汉，以护送被服厂工人范月祥去武昌同仁医院治病作掩护，到设在武昌胭脂山刘公馆的湖北省委接洽工作，就在回到鲇民套码头渡江时不幸被捕。5月1日，他与向警予一起被绑赴汉口余记里后坪杀害，时年52岁。